# District de Diessenhofen
Le district de Diessenhofen était l'un des huit districts du canton de Thurgovie jusqu'au 31 décembre 2010. Depuis, le canton est découpé en cinq districts. Il compte 6 413 habitants pour une superficie de 41,2 km² et par conséquent il est le plus petit district du canton dans ces deux catégories. Le chef-lieu est Diessenhofen.
Le 1er janvier 2011, les communes ont rejoint le district de Frauenfeld.

## Communes
Le district comptait trois communes :
- Basadingen-Schlattingen
- Diessenhofen
- Schlatt